# Fehrbelliner Reitermarsch
Der Fehrbelliner Reitermarsch, auch  Kaiser-Wilhelm-Marsch, ist ein Kavalleriemarsch. Er wurde 1893 vom königlich preußischen Musikdirektor Richard Henrion als einer von vier Fanfarenmärschen komponiert; die anderen drei Märsche waren die Kreuzritter-Fanfare, Hie guet Brandenburg allewege! und Unter dem Sparrenschild. Er ist Regimentsmarsch verschiedener Verbände der Bundeswehr.
Seit dem Ende des Deutschen Kaiserreichs 1918 wird er als Gassenhauer mit der Zeile „Wir wollen unsern alten Kaiser Wilhelm wieder haben“ gesungen, und der weitere Text „aber den mit’m Bart, mit’m langen Bart“ machte deutlich, dass sich der Subtext auf Wilhelm I. (1797–1888) bezieht. Der Fehrbelliner Reitermarsch wird in diesem Zusammenhang als Kaiser-Wilhelm-Marsch bezeichnet.

## Sonstiges
Während des jährlichen traditionellen Remlinger Eierlaufs wird der Fehrbelliner Reitermarsch als Eierlaufmarsch während des Umzugs gespielt.